# Hope (Columbia Britannica)
Hope è una municipalità distrettuale del Canada, situata in Columbia Britannica, nel distretto regionale di Fraser Valley.
É particolarmente nota per essere stata la location principale del film Rambo, dov'è l'omonima cittadina immaginaria nello stato di Washington negli Stati Uniti.